# Castilleja de la Cuesta
Castilleja de la Cuesta is een gemeente in de Spaanse provincie Sevilla in de regio Andalusië met een oppervlakte van 2 km². In 2007 telde Castilleja de la Cuesta 17.034 inwoners.
Castilleja de la Cuesta's bekendste inwoner was Hernán Cortés, de veroveraar van Mexico, die hier in 1547 overleed maar volgens zijn laatste wilsbeschikking in Mexico is begraven.

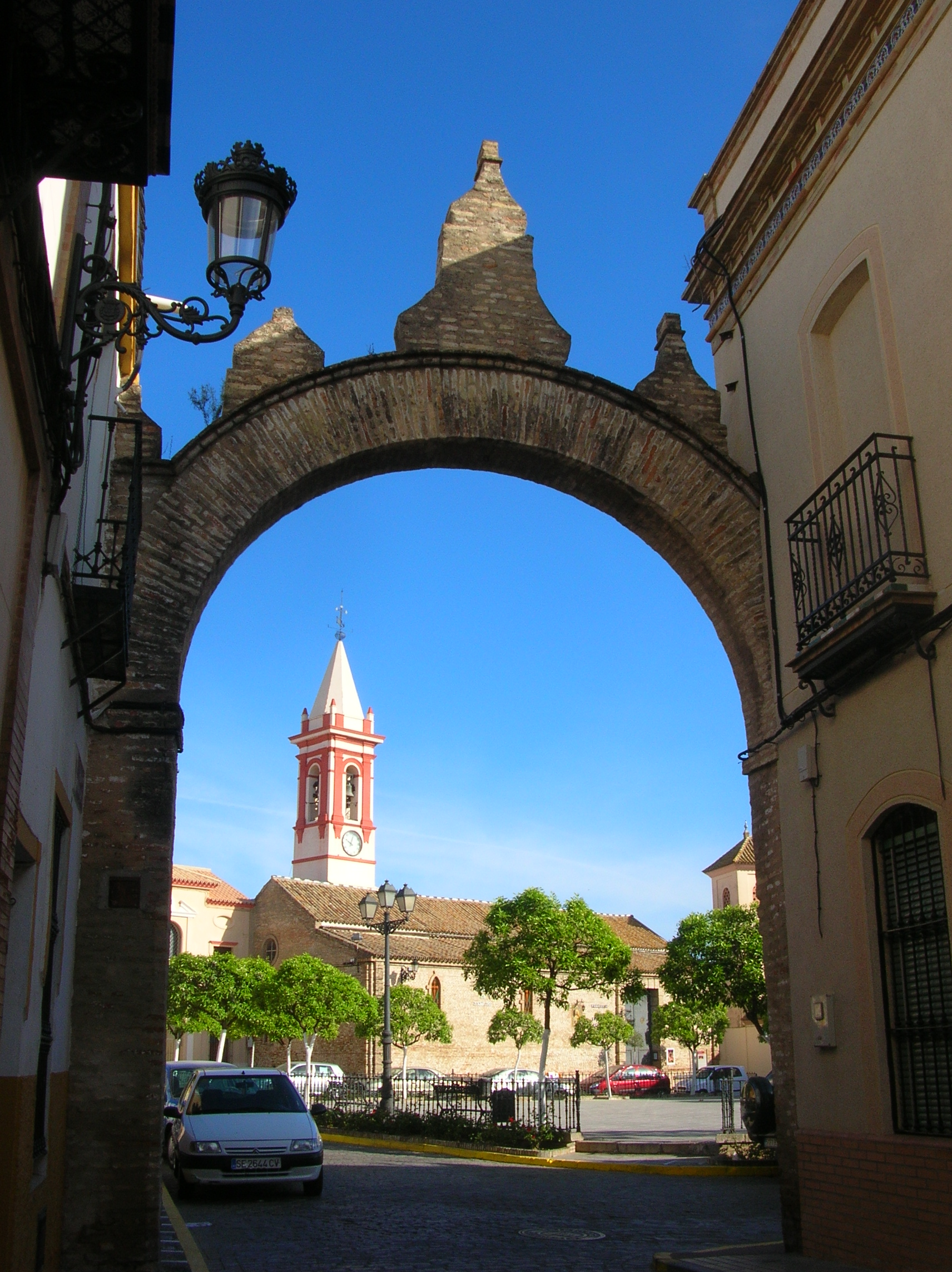
Zicht op Plaza de Santiago

## Demografische ontwikkeling
Bron: INE; 1857-2011: volkstellingen